# Bí thư Tỉnh ủy (tiểu thuyết)
Bí thư Tỉnh ủy là một cuốn tiểu thuyết chính luận về cha đẻ khoán hộ - Bí thư Tỉnh ủy Kim Ngọc - của nhà văn Vân Thảo.

## Nội dung
Tiểu thuyết Bí thư Tỉnh ủy dựa trên nguyên mẫu cuộc đời ông Kim Ngọc, nguyên Bí thư Tỉnh ủy tỉnh Vĩnh Phúc (sau là Vĩnh Phú), người gắn liền với danh xưng "cha đẻ của khoán hộ", khơi nguồn vượt rào cho đổi mới kinh tế sau này. Từ những sự kiện phong phú và các tư liệu khác về cuộc đời của ông, nhà văn Vân Thảo đã xây dựng nên cuốn tiểu thuyết về một nhân vật Bí thư Tỉnh ủy, khắc họa hình ảnh một người cộng sản chân chính, luôn suy nghĩ và hành động trên cơ sở lý tưởng của Đảng và thực tiễn đời sống nhân dân chứ không phải trên giấy tờ hành chính. Ngoài câu chuyện Khoán hộ, những bài học về nhân cách, đạo đức và dũng khí của một người lãnh đạo là những bài học đáng suy ngẫm.
Tiểu thuyết cũng phần nào tái hiện lại quãng thời gian của sự ra đời, phát triển cũng như kết cục của khoán hộ, tiền thân của khoán 10 sau này. Qua đó giúp bạn đọc hiểu thêm về một giai đoạn phát triển kinh tế nông nghiệp Bắc Bộ thời kỳ chiến tranh song phả đầy hơi thở nóng hổi như vừa mới ngày hôm qua.